# Щирови
Щирови (Amaranthaceae) е семейство покритосеменни растения, съдържащо около 165 рода и 2040 вида.
Щирови е широко разпространено космополитно семейство, като негови видове се срещат от тропиците до умерените пояси. Много от видовете са халофити и толерират солена почва или растат в сухи степи и полупустини.

## Описание
Повечето видове в семейството са едногодишни или многогодишни билки или полухрасти, като няколко са увивни растения или дървета. Някои са сукуленти. Много видове имат стебла с удебелени възли. Многогодишните стебла има типичен вторичен израстък.
Листата са прости и се редуват, като никога нямат прилистници. Те са плоски, а формата им е изключително променлива, с цели или назъбени краища. При някои видове листата са сведени до миниатюрни размери.
Цветовете са единични или събрани, обикновено актиноморфни. Прицветниците са тревисти и сухи. Цветовете са с правилна форма и имат от 1 до 8 (най-често 5) венчелистчета, най-често съединени. Тичинките наброяват от 1 до 5 и са разположени срещу венчелистчетата или се редуват. Поленовите зърна са сферични, с много пори, които могат да наброяват от няколко до 250 (при Froelichia). Диаспорите са семена или плодове
Широко разпространени при видовете от семейство Щирови са беталаиновите пигменти.

## Значение за хората
Някои видове, като например обикновения спанак или манголдa, се използват като зеленчуци. Семената на щира и на киноата са ядливи и се използват като псевдожито. Dysphania ambrosioides се използва като лечебно растение. Някои видове на рода Salicornia се използват като източник на натриев карбонат.
Редица видове са популярни градински украшения, докато други се считат за плевели. За много видове е известно, че причиняват сенна хрема.